# Лакота (Ајова)
Лакота (енгл. Lakota) град је у америчкој савезној држави Ајова. По попису становништва из 2010. у њему је живело 255 становника.

## Демографија
Према попису становништва из 2010. у граду је живело 255 становника, што је 0 (0,0%) становника више него 2000. године.
| Група             | 2000.       | 2010.       |
| Белци             | 245 (96,1%) | 238 (93,3%) |
| Афроамериканци    | 0 (0,0%)    | 0 (0,0%)    |
| Азијати           | 0 (0,0%)    | 0 (0,0%)    |
| Хиспаноамериканци | 9 (3,5%)    | 15 (5,9%)   |
| Укупно            | 255         | 255         |